# Armand Dufrénoy
Armand Petit Dufrénoy (Sevran, Seine-Saint-Denis, 5 de setembro de 1792 — Paris, 20 de março de 1857) foi um geólogo e mineralogista francês, coautor do primeiro mapa geológico da França e diretor da École des Mines de Paris por mais de 20 anos.

## Biografia
Ele era filho de Adélaïde Gillette Dufrénoy e Simon Petit-Dufrenoy, confidente de Voltaire. Ele estudou na École Polytechnique (Classe X 1811), depois entrou no Corps des Mines. Tornou-se professor de mineralogia na École des Mines, depois seu diretor (1836-1857). Ele também é professor da École des ponts et chaussées.
Com Léonce Élie de Beaumont, publicou em 1841 um mapa geológico da França, resultado de quase treze anos de trabalho (1823-1836). Cinco anos foram dedicados à redação do texto que acompanha o mapa (1836-1841). A publicação do texto, em dois volumes, estende-se de 1841 a 1848; um terceiro foi adicionado em 1873. Os dois autores já haviam publicado Voyage métallurgique en Angleterre (1827), Mémoires pour servir à une description géologique de la France, em quatro volumes (1830-1838), e um livro de memórias sobre Cantal e Mont-Dore (1833).
Dufrénoy também foi o autor de um relato das minas de ferro dos Pirenéus, publicado em 1834, e de um tratado de mineralogia em três volumes no qual descreveu as propriedades físicas e químicas de vários minerais, bem como suas relações geológicas. Ele também contribuiu para os Anais de Minas e outras publicações científicas, sendo uma das mais interessantes Des terrains volcans des environs de Nápoles. Com André Brochant de Villiers e Elie de Beaumont, ele foi à Inglaterra para visitar as instalações metalúrgicas e os processos utilizados. Suas observações são anotadas em Les Annales des Mines. Eminente professor de mineralogia, Dufrénoy voltou a Londres para adquirir a coleção de minerais criada pelo abade Haüy, fundador da cristalografia, e foi sob seu ímpeto que a coleção do Museu pôde se tornar uma das mais completas do mundo.
Dufrénoy era membro da Academia de Ciências e Comendador da Legião de Honra. Ele foi premiado com a Medalha Wollaston em 1843. Ele ocupou a cadeira de mineralogia no Museu Nacional de História Natural de 1847 a 1857.
Ele morreu em 20 de março de 1857 e foi enterrado no cemitério Père-Lachaise (11ª divisão).

## Publicações
- Armand Dufrénoy, Léonce Élie de Beaumont, Auguste Perdonnet e Léon Coste, Voyage Métallurgique en Angleterre : ou recueil de mémoires sur le gisement, l'exploitation et le traitement des minerais de fer, étain, plomb, cuivre, zinc, et sur la fabrication de l'acier, dans la Grande-Bretagne, t. 1, Paris, Bachelier, 1837, 2e éd., 735 p.
- Armand Dufrénoy, Léonce Élie de Beaumont, Auguste Perdonnet e Léon Coste, Voyage Métallurgique en Angleterre : ou recueil de mémoires sur le gisement, l'exploitation et le traitement des minerais de fer, étain, plomb, cuivre, zinc, et sur la fabrication de l'acier, dans la Grande-Bretagne, t. 2, Paris, Bachelier, 1839, 2e éd., 607 p.
- sous la direction de Brochant de Villiers, Explication de la Carte géologique de la France, 5 volumes, Paris, 1841 lire en ligne à partir du premier volume
- Armand Dufrénoy, Traité de minéralogie, tome 1, Carilian-Goeury et Victor Dalmont, Paris, 1844
- Armand Dufrénoy, Traité de minéralogie, tome 2, Carilian-Goeury et Victor Dalmont, Paris, 1845
- Armand Dufrénoy, Traité de minéralogie, tome 2, Victor Dalmont, Éditeur, Paris, 1856, segunda edição, revisada, corrigida e consideravelmente ampliada
- Armand Dufrénoy, Traité de minéralogie, tome 3, Carilian-Goeury et Victor Dalmont, Paris, 1847
- Armand Dufrénoy, Traité de minéralogie, tome 3, Victor Dalmont, Éditeur, Paris, 1856, segunda edição, revisada, corrigida e consideravelmente ampliada
- Armand Dufrénoy, Traité de minéralogie, tome 4, Dalmont et Dunod, Éditeurs, Paris, 1859, segunda edição, revisada, corrigida e consideravelmente aumentada